# 阿尔贝蒂宫
阿尔贝蒂宫  （Palazzo degli Alberti）是意大利中部托斯卡纳区普拉托市中心的一座历史建筑，位于阿尔贝蒂街2号。这里曾是普拉托储蓄银行的所在地，并拥有大量艺术收藏品。据报道，2013 年，维琴察人民银行在清算后，已将所有藏品转移到维琴察。 2020 年期间，银行入口和展览空间入口分开。 
这座宫殿起源于 13 世纪，立面的凉廊可追溯到那个时期。目前的立面系15 世纪末至 16 世纪初改建的结果。
阿尔贝蒂宫设有美术馆，馆藏中最著名的作品是卡拉瓦乔的《荆棘冠冕》（约 1604 年）。大部分藏品都是 17 至 18 世纪的托斯卡纳巴洛克绘画。文艺复兴时期的画作包括菲利普·里皮的《圣母与圣婴》（约 1436 年）、乔瓦尼·贝利尼的《上十字架》（约 1505 年）等。

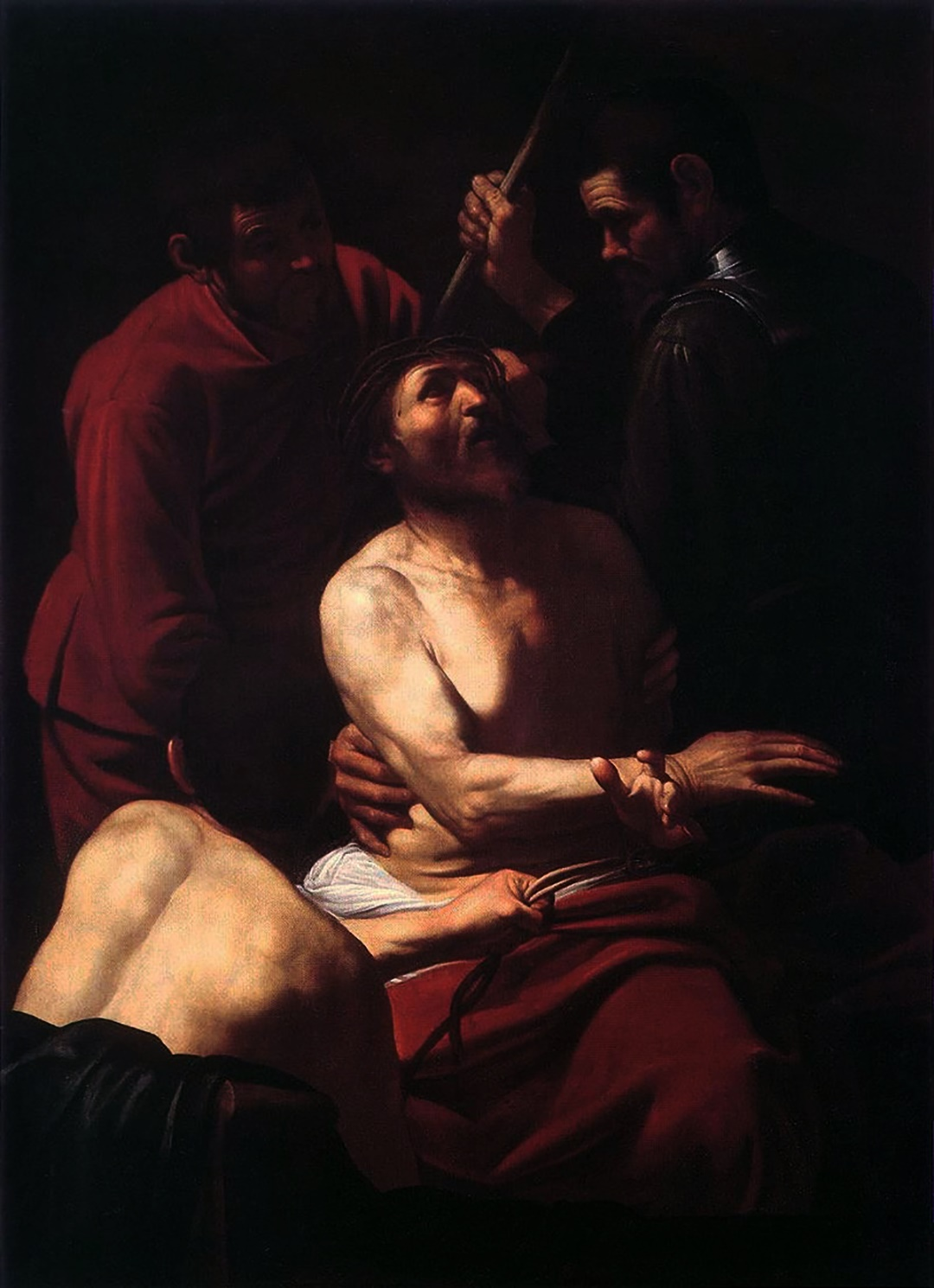
卡拉瓦乔：《荆棘冠冕》（约 1604 年）
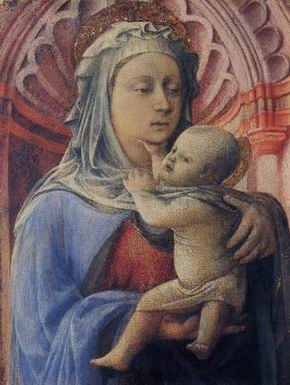
菲利普·里皮：《圣母与圣婴》（约 1436 年）